# Icarus (personaggio)
Icarus, il cui vero nome è Joshua "Jay" Guthrie, è un personaggio dei fumetti creato da Bill Mantlo (testi) e William Johnson (disegni), pubblicato dalla Marvel Comics. La sua prima apparizione è nei panni di Joshua Guthrie, in Rom Annual n. 3 (1984), invece come Icarus è apparso la prima volta in New X-Men: Academy X n. 2 (agosto 2004), realizzato da Nunzio DeFilippis, Christina Weir (testi) e Randall Green (testi). È il fratello minore dell'X-Man Cannonball.

## Poteri e abilità
Josh ha un paio di grandi ali come quelle dell'X-Man Angelo, però dalle piume di colore rossiccio. Queste ali gli consentono di volare ed inoltre gli forniscono la produzione di un particolare tipo di enzimi con un alto fattore di guarigione, che gli permettono di sopravvivere a ferite altrimenti mortali.
La sua voce è capace di produrre frequenze soniche al di là delle normali capacità umane, che gli permettono anche di creare contemporaneamente suoni multipli o voci multiple.